# Okkervil River
Okkervil River est un groupe de rock indépendant américain, originaire d'Austin, au Texas. Il est mené par le chanteur Will Sheff. Leur style musical est principalement orienté vers le rock, la musique country ou le folk. Okkervil River auto-produit un premier album, Stars Too Small to Use, qui les amène à jouer au festival South by Southwest. Après avoir enregistré ce premier album dans un garage, ils signent avec le label Jagjaguwar. Ils y publieront quatre nouveaux albums, dont l'album-concept Black Sheep Boy.
Après une période de tournée pour Black Sheep Boy, Okkervil River publie The Stage Names. L'album se vend à 10 000 exemplaires le premier jour aux États-Unis. Le groupe est bien accueilli par la presse spécialisée. Ils apparaissent dans l'émission Late Night with Conan O'Brien et jouent avec des groupes comme The Decemberists, The New Pornographers, The National, et Lou Reed.
Okkervil River publie l'album The Stand Ins le 9 septembre 2008. Ils font la promotion d'une série de reprises sur YouTube. Le 10 mai 2011, Okkervil River publie un sixième album, I Am Very Far, qui atteint la 32e place du Billboard 200. Le groupe publie son septième album, The Silver Gymnasium, le 3 septembre 2013. Leur dernier album en date, Away, est publié le 9 septembre 2016 chez ATO Records.

## Biographie

### Création et débuts

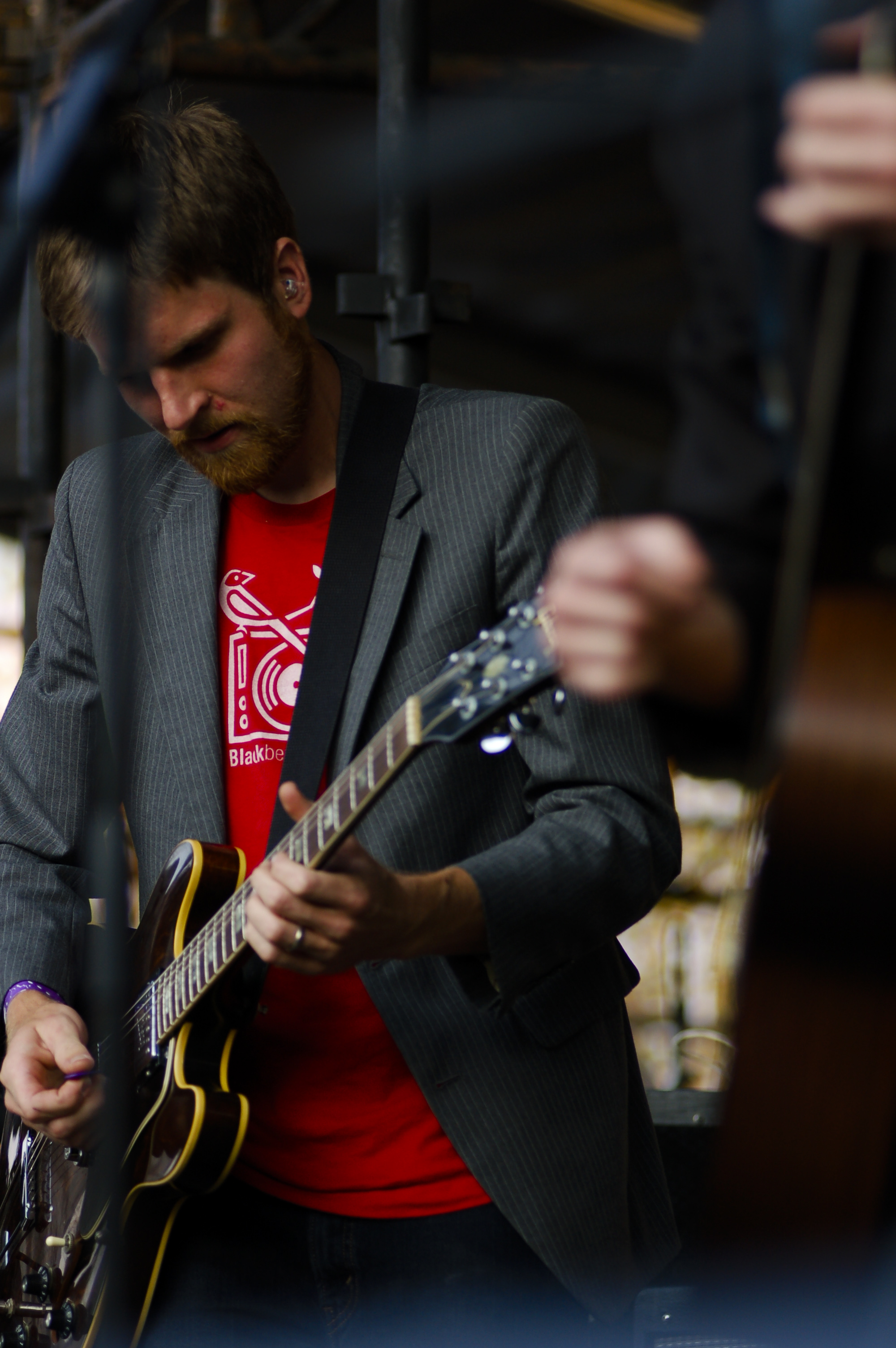
Le guitariste Brian Cassidy au Fun Fun Fun Fest en 2007.

Les membres fondateurs de Okkervil River se lient d'amitié à la Kimball Union Academy de Meriden, dans le New Hampshire, puis emménagent à Austin, Texas, pour vivre ensemble et former un groupe. Le groupe se compose de l'auteur Will Sheff, Zach Thomas à la basse et à la mandoline, et Seth Warren à la batterie. Leur premier concert se fait au Steamboat d'Austin le 11 janvier 1999.
En 1998, le groupe auto-produit son premier disque, Bedroom EP. Pendant deux week-end en été 1999, ils enregistrent un EP sept titres intitulé Stars Too Small to Use, avec l'ingénieur-son Jeff Hoskins. Ils font la rencontre de Jonathan Meiburg pendant un concert avec son groupe Whu Gnu à la Waterloo Brewing Company le 3 décembre 1999. Meiburg se joint au groupe à l'accordéon puis au piano et à l'orgue. Avec Stars Too Small to Use comme tremplin, Okkervil River est admis au festival SXSW. Le groupe fait la rencontre du producteur Brian Beattie pendant leur performance au SXSW le 18 mars 2000 puis accepte de s'associer avec eux. Ils passent le reste de l'année à enregistrer Don't Fall in Love with Everyone You See. Warren emménage à Berkeley, en Californie, en décembre et est remplacé à la batterie par Mark Pedini. Okkervil River attire ensuite l'intérêt du label Jagjaguwar. Leur album est publié chez Jagjaguwar, le 22 janvier 2002.
En 2003, Pedini quitte le groupe pour étudier la conception graphique, laissant Okkervil River sans batteur pour leur performance au SXSW. Ils invitent Travis Nelsen.

### DeBlack Sheep BoyàThe Stand Ins

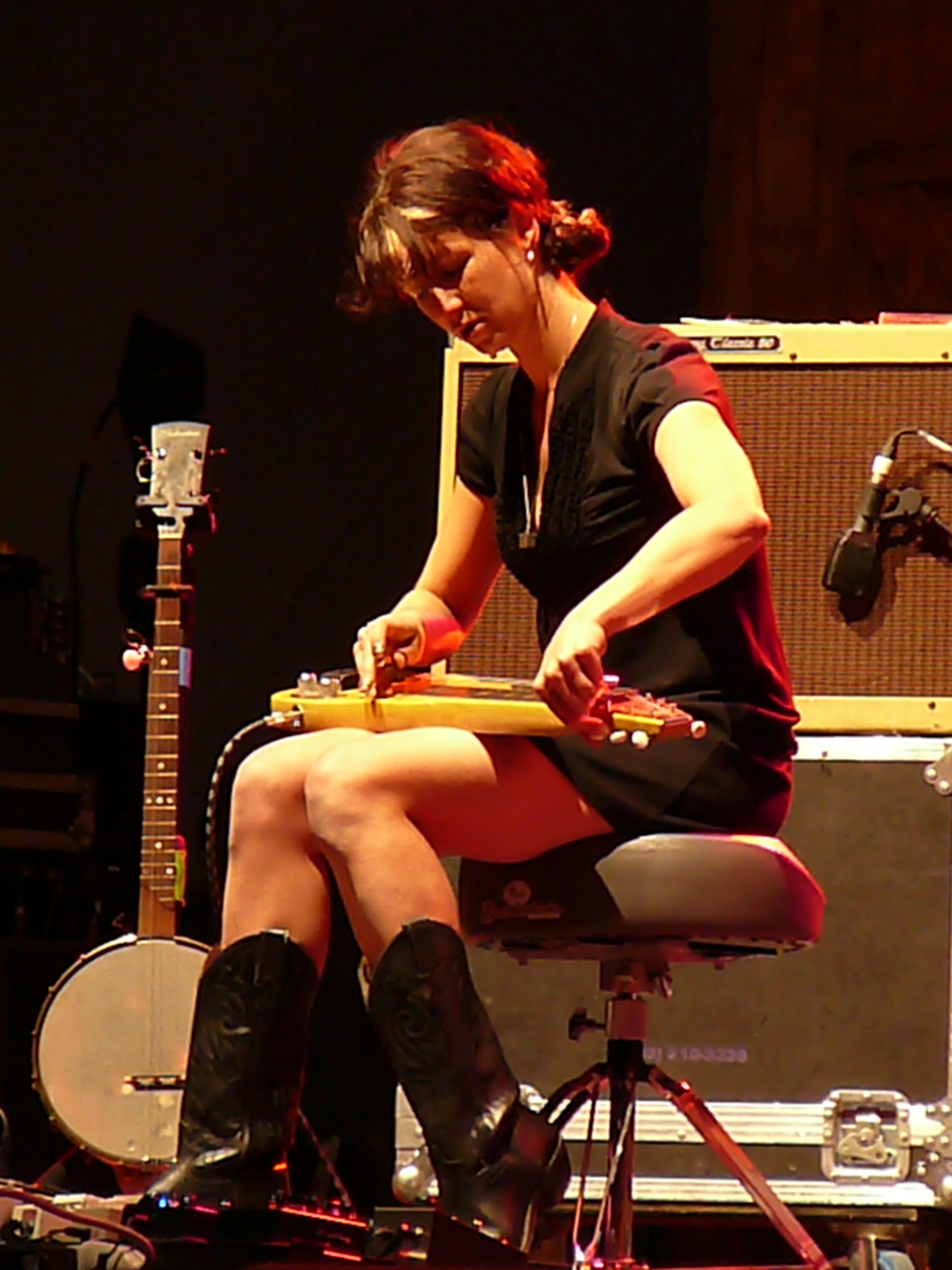
Lauren Gurgiolo.

En août 2004, le groupe commence de nouveau à enregistrer avec Beattie, leur troisième album, Black Sheep Boy en novembre. Il est publié le 5 avril 2005. L'album est un succès critique, et Okkervil River suit avec un EP intitulé Black Sheep Boy Appendix le 22 novembre 2005. Il s'agit de la première session d'enregistrement avec Draper, le claviériste Scott Brackett, le guitariste Brian Cassidy, et le bassiste de tournée Pat Pestorius, qui remplace finalement Zach Thomas. Le groupe signe avec Virgin/EMI en Europe et le label réédite Black Sheep Boy et sa suite Black Sheep Boy Appendix en double-album le 28 avril 2006. Jagjaguwar publie ensuite Definitive Edition accompagné de morceaux bonus et de vidéos.
The Stage Names, leur quatrième album (encore produit par Beattie), est publié le 7 août 2007. La formation est celle qui a participé à la tournée Black Sheep Boy, Cassidy remplaçant Draper, qui a rejoint Shearwater. L'album est bien accueilli et débute 62e au Billboard 200 avec 10 000 exemplaires vendus.
Okkervil River publie leur cinquième album, The Stand Ins, le 9 septembre 2008. Durant sa première semaine, l'album atteint la 42e place avec 11 000 exemplaires vendus selon le Billboard 200. Le 12 décembre 2007, le groupe publie une mixtape de neuf titres intitulée Golden Opportunities Mixtape sur leur site web.
En 2008, le guitariste Brian Cassidy se met en retrait du groupe et est temporairement remplacé par Charles Bissell des Wrens pour leurs tournées à venir. Bissell est plus tard remplacé par Lauren Gurgiolo, chanteuse du groupe The Dialtones. Après avoir joué au Late Show with David Letterman au début de 2009, le single Pop Lie est publié aux côtés des faces-B Millionaire et Pop Lie (One Man Band Version).

### I Am Very FaretThe Silver Gymnasium

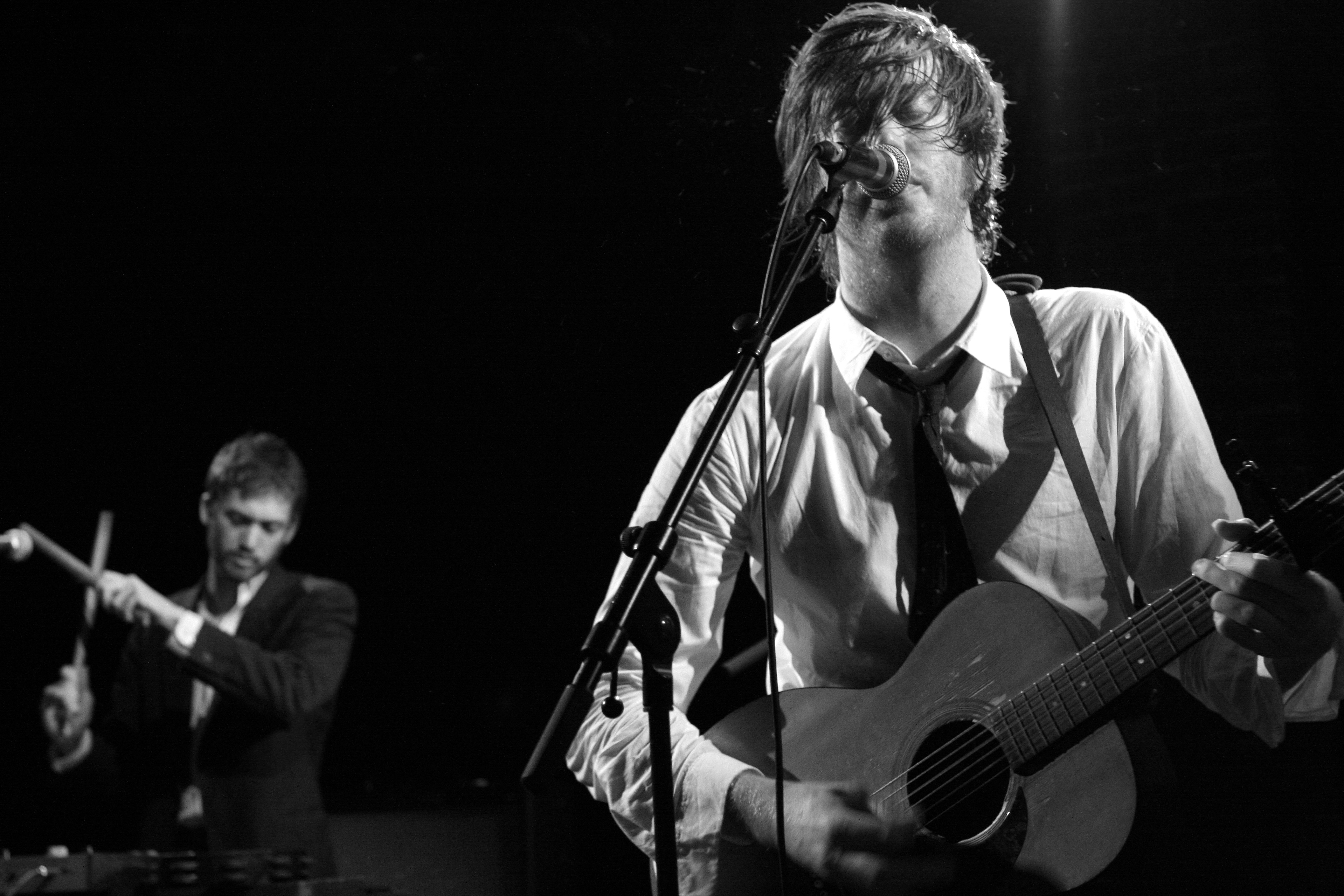
Will Sheff (2008).

Le sixième album de Okkervil, I Am Very Far, est publié le 10 mai 2011. En soutien à l'album, le groupe part en tournée avec Titus Andronicus, Julianna Barwick, Future Islands et NewVillager. En septembre 2013, Okkervil River publie leur septième album, The Silver Gymnasium, qui s'inspire de l'enfance et la ville natale de Sheff.

### Away
Away, leur nouvel album, est publié le 9 septembre 2016. L'album fait participer Marissa Nadler, Jonathan Meiburg et les membres du groupe classique yMusic.

## Discographie
Albums
- 2002 : Don't Fall in Love with Everyone You See
- 2003 : Down the River of Golden Dreams
- 2005 : Black Sheep Boy
- 2007 : The Stage Names
- 2008 : The Stand Ins
- 2011 : I Am Very Far
- 2013 : The Silver Gymnasium
- 2016 : Away
- 2018 : In the Rainbow Rain

Splits
- 2003 : Julie Doiron / Okkervil River , split avec Julie Doiron (Jound)
- 2004 : Sham Wedding / Hoax Funeral, split avec Shearwater (Jound)

EP
- 1998 : Bedroom EP (Jound)
- 1999 : Stars Too Small to Use (Jound)
- 2004 : Sleep and Wake-Up Songs (Jagjaguwar)
- 2005 : Black Sheep Boy Appendix (Jagjaguwar)
- 2006 : Overboard and Down

Autres
- 2007 : Black Sheep Boy (Definitive Edition)
- 2007 : Golden Opportunities Mixtape
- 2010 : True Love Cast Out All Evil
- 2011 : Golden Opportunities 2
- 2013 : Golden Opportunities 3

Singles
- 1999 : The Velocity of Saul at the Time of His Conversion (Jound)
- 2000 : Kansas City Single (Jound)
- 2002 : Satisfy You (split 7" avec South San Gabriel (Tight Spot)
- 2005 : For Real (There's Nothing Quite Like the Blinding Light)' (Jagjaguwar)
- 2006 : The President's Dead' (Jagjaguwa)
- 2007 : Our Life Is Not a Movie or Maybe (Jagjaguwar)